# Ганс фон Аахен
Ганс фон Аахен (нім. Hans von Aachen, 1552 —15 березня 1615) — німецький художник, представник маньєризму.

## Життєпис
Народився в Кельні (незважаючи на прізвище, яке веде походження від місця народження його батька). Навчався живопису в Кельні, в майстерні фламандського художника Георга Ерріха.
1574 року Ганс фон Аахен здійснив подорож до Італії, де продовжив навчання образотворчому мистецтву у Флоренції, Римі та Венеції. Значний вплив на подальшу творчість Аахена і формування його маньєристичного стилю справили твори Якопо Тінторетто і маньєристів Флоренції. Відомість як художник Аахен отримав саме в Італії.
У 1585 році він працював у Флоренції при дворі великого герцога Тосканського Франческо I, де виконував декілька портрет останнього і представників родини Медічі.
У 1588 році Ганс фон Аахен повернувся до Німеччини і набув визнання як художник і майстер тонкого психологічного портрета в аристократичних родинах Кельну, при баварському герцогському дворі Вільгельма V у Мюнхені і багатій сім'ї банкірів Фуггерів в Аугсбурзі.
1592 року Ганс фон Аахен написав офіційний портрет імператора Священної Римської імперії Рудольфа II, після чого був запрошений на посаду придворного художника імператорського двору, що розташовувався тоді у Празі. У 1594 році імператор надав художникові дворянство. Ганс фон Аахен також виконував дипломатичні завдання, виступав як експерт творів мистецтва. Він багато подорожував країнами Європи з дипломатичною місією, а також з метою придбання картин для художньої колекції тодішнього австрійського імператора.
В 1596 пошлюбився з донькою композитора Орландо ді Лассо. У 1601 році Ганс фон Аахен остаточно перебрався до Праги і залишався там до власної смерті. Після смерті Рудольфа у 1612 році недовгий час працював придворним живописцем імператора Маттіаса (картина «Імператор Маттіас», 1612 рік). Помер у 1615 році.

## Творчість
Живописець Ганс фон Аахен вважається одним з найвидатніших німецьких художників свого часу. Картини фон Аахена, що зображують витончені, подовжені фігури є зразками маньєризму, що був тоді провідним стилем в мистецтві Північної Європи. Стиль Аахена об'єднав ідеалізацію, властиву римській та флорентійській школам періоду пізнього Відродження і маньєризму, з венеціанським колоритом і голландським реалізмом. Він був особливо вправний у зображенні грайливо-еротичної оголеної натури («Торжество Істини і Справедливості», 1598 рік, Стара пінакотека, м. Мюнхен; «Афіна, Венера і Юнона», 1593 рік, Музей витончених мистецтв, м. Бостон). Гравюри, створені на основі його робіт, привели до широкого поширення його стилю в мистецьких колах Центральної Європи.
Майстер писав картини міфологічної, алегоричній та релігійної тематики, а також портрети. Найкращим твором художника вважають картину «Торжество Істини і Справедливості» (1598 рік, Пінакотека, м. Мюнхен), що виконана у техніці живописання на міді. Іншим відомим твором художника є картина «Бахус, Церера і Купідон» (1610 рік, Музей історії мистецтв, м. Відень).